# Чалим-Кукшум
Чали́м-Кукшу́м (рос. Чалым-Кукшум, чув. Чалăм Кăкшăм) — присілок у складі Вурнарського району Чувашії, Росія. Входить до складу Алгазінського сільського поселення.
Населення — 315 осіб (2010; 313 у 2002).
Національний склад:
- чуваші — 96 %